# Skofodertjärnen
Skofodertjärnen är en sjö i Åsele kommun i Lappland och ingår i Gideälvens huvudavrinningsområde.